# Edificio Nacional de Correos y Telégrafos
El Edificio Nacional de Correos y Telégrafos es un edificio estatal declarado como patrimonio arquitectónico departamental ubicado en la ciudad de Neiva, en el departamento del Huila. El Edificio Nacional fue construido en la primera mitad de la década de 1930, su construcción fue contratada por Alfonso Araújo quien entonces era Ministro de Transporte, durante el gobierno del presidente Enrique Olaya Herrera.
El Edificio Nacional fue diseñado por el arquitecto Alberto Wills Ferro quien fue influenciado por el estilo Mudéjar y por el art déco. El Edificio Nacional estuvo inicialmente destinado a las oficinas de correos y telégrafos de Neiva, en la actualidad es usado por la Dirección Nacional de Impuestos y Aduanas Nacionales DIAN de Colombia.